# Копистинські
Копистинські, або Копестинські гербу гербу Сас або Леліва). — український шляхетський рід. Прізвище походить від назви їх родового маєтку — села Кописно. Володіли незначними маєтками.

## Представники
- Михайло (в світі — Матвій; *? — 1610) — український православний релігійний діяч, православний перемишльський єпископ, мав двох братів, ймовірно, двічі одружувався
  - Федір (Теодор)
  - Гермоген

- Захарія — правдоподібно, сином брата (братанок) єпископа Михайла.[3]
- Іван — збирач податків у Перемиському повіті, згаданий у 1607 році
- Ісайя (Копистенський) — Перемиський православний єпископ, зокрема, у 1628 році
- Станіслав — перший чоловік Анни Шептицької[4]
- Станіслав — згаданий у 1692 році

## Цікаво, що
магнат Ян Лев Гербурт був винен одному з представників роду 40000 злотих.